# LOVE LIFE (テレビドラマ)
『LOVE LIFE』（原題: Love Life、ラヴ・ライフ）は、2020年から配信されているアメリカ合衆国のテレビドラマシリーズ。20代のニューヨーカー、ダービー・カーターの恋愛を描くアンソロジーシリーズ。製作総指揮はポール・フェイグ、出演はアナ・ケンドリック、ゾーイ・チャオ、ピーター・ヴァックなど。HBO Max初のオリジナル作品で、アメリカでは2020年5月27日にローンチタイトルとして配信が開始された。日本では2020年10月15日からスーパー!ドラマTVで放送された。本作はシーズン2の製作が決定している。

## あらすじ
2012年、ダービー・カーターはニューヨーク大学を卒業したばかり。親友のサラ・ヤン、サラの彼氏のジム、友人のマロリー・ムーアらに囲まれ、ニューヨークで恋に仕事に奮闘する。

## キャスト

### メイン
ダービー・カーター
演 - アナ・ケンドリック
サラ・ヤン
演 - ゾーイ・チャオ
マロリー・ムーア
演 - サーシャ・コンペア
ジム
演 - ピーター・ヴァック

### リカーリング
オーギー
演 - ジン・ハ
Claudia Hoffman
演 - ホープ・デイヴィス

## エピソード
| シーズン | シーズン | 話数 | 話数 | 放送期間      | 放送期間      |
| シーズン | シーズン | 話数 | 話数 | 初回放送      | 最終回放送    |
| -------- | -------- | ---- | ---- | ------------- | ------------- |
|          | 1        | 10   | 10   | 2020年5月27日 | 2020年6月11日 |

## 製作
2019年5月23日、ワーナーメディアがHBO Max向けに本作の製作を発表した。撮影は2019年8月までにニューヨークのクイーンズで開始され、2020年3月12日に終了した。新型コロナウイルスの流行のため、最後の撮影の翌日に製作が休止されることになった。さらに数日間の追加撮影が計画されていたが、それらの追加撮影なしでシーズン1は完成を迎えた。2020年6月11日、HBO Maxはシーズン2の製作を発表した。

## 評価

### 批評
本作のシーズン1は批評集積サイトのRotten Tomatoesに45件のレビューがあり、批評家支持率は62%、平均点は10点満点で5.7点となっている。また、Metacriticには19件のレビューがあり、加重平均値は54/100となっている。